# Cerro Torino
El cerro Torino es una montaña en el límite en Chile en el campo de hielo patagónico sur. Forma parte del parque nacional Bernardo O'Higgins y administrativamente se encuentra en la región de Magallanes y de la Antártica Chilena.
Está situado al oeste del Altiplano Italia y al este del océano Pacífico.

## Etimología
El cerro fue bautizado así por el Padre Alberto María de Agostini, su descubridor y explorador.